# Coppa dei Campioni 1975-1976 (pallamano maschile)
La Coppa dei Campioni 1975-1976 è stata la 16ª edizione della massima competizione europea di pallamano riservata alle squadre di club. Il torneo ha avuto inizio l'11 ottobre 1975 e si è concluso l'11 aprile 1976. Il titolo è stato conquistato dagli jugoslavi del Borac Banja Luka per la prima volta nella loro storia, sconfiggendo in finale i danesi del Fredericia KFUM.

## Risultati

### Primo turno
| Squadra 1   | Totale  | Squadra 2        | Andata  | Ritorno |
| ----------- | ------- | ---------------- | ------- | ------- |
| Benfica     | 0 - 20  | Calpisa Alicante | 0 - 10  | 0 - 10  |
| Birkenhead  | 17 - 47 | Sasja Hoboken    | 7 - 18  | 10 - 29 |
| Fredensborg | 44 - 18 | Kyndil Torshavn  | 22 - 7  | 22 - 11 |
| Krems       | 27 - 35 | Grasshoppers     | 16 - 16 | 11 - 19 |
| Rovereto    | 18 - 22 | Hapoel Rehovot   | 10 - 9  | 8 - 13  |
| Sittardia   | 29 - 23 | Eschois Fola     | 16 - 10 | 15 - 13 |

### Ottavi di finale
| Squadra 1            | Totale  | Squadra 2               | Andata  | Ritorno |
| -------------------- | ------- | ----------------------- | ------- | ------- |
| Borac Banja Luka     | 53 - 36 | Stella Rossa Bratislava | 27 - 14 | 26 - 22 |
| Calpisa Alicante     | 45 - 26 | Hapoel Rehovot          | 21 - 14 | 24 - 12 |
| Drott                | 34 - 35 | Fredensborg             | 16 - 16 | 18 - 19 |
| Śląsk Wrocław        | 40 - 30 | Sittardia               | 23 - 13 | 17 - 17 |
| Stade Marseillais    | 30 - 37 | Fredericia KFUM         | 18 - 20 | 12 - 17 |
| Sparta Helsinki      | 37 - 21 | Sasja Hoboken           | 21 - 6  | 16 - 15 |
| Sportist Kremikovtzi | 36 - 34 | Grasshoppers            | 26 - 21 | 10 - 13 |
| Víkingur             | 28 - 40 | Gummersbach             | 16 - 19 | 12 - 21 |

### Quarti di finale
| Squadra 1        | Totale  | Squadra 2            | Andata  | Ritorno |
| ---------------- | ------- | -------------------- | ------- | ------- |
| Borac Banja Luka | 41 - 34 | Calpisa Alicante     | 28 - 21 | 13 - 13 |
| Fredensborg      | 34 - 33 | Sportist Kremikovtzi | 20 - 14 | 14 - 19 |
| Fredericia KFUM  | 42 - 31 | Sparta Helsinki      | 26 - 11 | 16 - 20 |
| Śląsk Wrocław    | 33 - 35 | Gummersbach          | 22 - 15 | 11 - 20 |

### Semifinali
| Squadra 1        | Totale  | Squadra 2   | Andata  | Ritorno |
| ---------------- | ------- | ----------- | ------- | ------- |
| Borac Banja Luka | 31 - 29 | Gummersbach | 15 - 13 | 16 - 16 |
| Fredericia KFUM  | 43 - 33 | Fredensborg | 21 - 16 | 22 - 17 |

### Finale
| Banja Luka 11 aprile 1976 | Borac Banja Luka | 17 – 15 | Fredericia KFUM |  |